# Bethesda Game Studios
Bethesda Game Studios es una desarrolladora de videojuegos estadounidense y un estudio de ZeniMax Media con sede en Rockville, Maryland. La empresa se estableció en 2001 como la escisión de la unidad de desarrollo de Bethesda Softworks, mientras que Bethesda Softworks retuvo una función editorial. El estudio está dirigido por Todd Howard como productor ejecutivo y Ashley Cheng como directora del estudio. Bethesda Game Studios opera tres estudios satélite, uno en Montreal y dos en Texas. A julio de 2018, la empresa emplea a 400 personas.

## Historia
En 2001, ZeniMax Media, la empresa matriz de Bethesda Softworks, decidió que las dos unidades operativas de Bethesda Softworks, desarrollo y publicación, debían separarse. Posteriormente, Bethesda Softworks retuvo la publicación, mientras que el personal de desarrollo se trasladó a Bethesda Game Studios, de reciente creación.
En 2008, Bethesda Game Studios era considerado uno de los principales desarrolladores de la industria gracias al éxito del universo de fantasía de The Elder Scrolls y el videojuego clamado por la crítica, Fallout 3. Bethesda se había creado un papel único, «dedicando años para crear juegos de rol masivos, de mundo abierto y para un solo jugador (apenas un género en auge en la industria en general) con gran éxito, llevando un género de PC que alguna vez fue un nicho a una amplia audiencia multiplataforma», escribió Gamasutra en su lista de lo mejor del año.
El 9 de diciembre de 2015, ZeniMax Media anunció la formación de Bethesda Game Studios Montreal, una nueva ubicación de Bethesda Game Studios en Montreal, Quebec. Liderado por Yves Lachance, el ex director de Behavior Interactive, el estudio se estableció para ampliar la cartera de videojuegos en todas las plataformas de videojuegos.
El 9 de marzo de 2018, BattleCry Studios, con sede en Austin, Texas, otra subsidiaria de ZeniMax Media, fue rebautizada como Bethesda Game Studios Austin.
El 10 de agosto de 2018, Escalation Studios fue rebautizado como Bethesda Game Studios Dallas.
Microsoft anunció el 21 de septiembre de 2020 que había acordado adquirir ZeniMax por 7,5 mil millones de dólares. El acuerdo se cerró el 9 de marzo de 2021.

## Filiales
- Bethesda Game Studios Montreal en Montreal, Quebec; fundada en diciembre de 2015.
- Bethesda Game Studios Austin en Austin, Texas; fundada como BattleCry Studios, una filial de ZeniMax, en octubre de 2012, y reorganizada como parte de BGS en marzo de 2018.
- Bethesda Game Studios Dallas en Dallas, Texas; fundada como Escalation Studios en 2007, adquirida por ZeniMax en febrero de 2017, y reorganizada como parte de Bethesda Game Studios en agosto de 2018.

## Videojuegos desarrollados
Bethesda Game Studios ha estado principalmente involucrado en el desarrollo de videojuegos de rol con sus series The Elder Scrolls y Fallout para consolas y computadoras personales, la mayoría de los cuales han tenido éxito comercial y crítico.
En 2015, el estudio entró en el mercado de videojuegos móviles con Fallout Shelter basado en la misma franquicia, que ganó 50 millones de jugadores a mediados de 2016. En febrero de 2017, Howard dijo que estaban desarrollando otro título para dispositivos móviles tras el éxito de Fallout Shelter. Esto se reveló en 2018 como The Elder Scrolls: Blades.
En 2016, Howard confirmó que, aunque estaban desarrollando The Elder Scrolls VI, aún quedaba un largo camino hasta el lanzamiento del juego. Mientras tanto, otros dos proyectos importantes estaban en desarrollo y se esperaba que se publiquen antes de The Elder Scrolls VI. El 30 de mayo de 2018, se anunció el primero de estos proyectos, Fallout 76. El 10 de junio de 2018, durante la conferencia de Bethesda en la E3 2018, se reveló que el otro proyecto en desarrollo era la primera propiedad intelectual nueva de la compañía en 25 años, Starfield, que está en producción sin revelar detalles específicos de la plataforma.
| Año  | Título                                        | Género(s)     | Plataforma(s)                                                             |
| ---- | --------------------------------------------- | ------------- | ------------------------------------------------------------------------- |
| 2002 | The Elder Scrolls III: Morrowind              | Rol de acción | Microsoft Windows, Xbox                                                   |
| 2004 | IHRA Professional Drag Racing 2005            | Carreras      | PlayStation 2, Xbox                                                       |
| 2006 | The Elder Scrolls IV: Oblivion                | Rol de acción | Microsoft Windows, PlayStation 3, Xbox 360                                |
| 2008 | Fallout 3                                     | Rol de acción | Microsoft Windows, PlayStation 3, Xbox 360                                |
| 2010 | Fallout New Vegas                             | Rol de acción | Microsoft Windows, PlayStation 3, Xbox 360                                |
| 2011 | The Elder Scrolls V: Skyrim                   | Rol de acción | Microsoft Windows, PlayStation 3, Xbox 360                                |
| 2015 | Fallout Shelter                               | Simulation    | Android, iOS, Microsoft Windows, Nintendo Switch, PlayStation 4, Xbox One |
| 2015 | Fallout 4                                     | Rol de acción | Microsoft Windows, PlayStation 4, Xbox One                                |
| 2016 | The Elder Scrolls V: Skyrim – Special Edition | Rol de acción | Microsoft Windows, Nintendo Switch, PlayStation 4, Xbox One               |
| 2017 | The Elder Scrolls V: Skyrim VR                | Rol de acción | Microsoft Windows, PlayStation 4                                          |
| 2017 | Fallout 4 VR                                  | Rol de acción | Microsoft Windows                                                         |
| 2018 | Fallout 76                                    | Rol de acción | Microsoft Windows, PlayStation 4, Xbox One                                |
| 2019 | The Elder Scrolls: Blades                     | Rol de acción | Android, iOS, Nintendo Switch                                             |
| 2023 | Starfield                                     | Rol de acción | Xbox Series X\|S, Microsoft Windows                                       |
| TBA  | The Elder Scrolls VI                          | Rol de acción | TBA                                                                       |

### Trabajos en colaboración con otros estudios de Bethesda
| Año  | Título                             | Genero                                       | Plataforma(s)                                      | Nota                                       |
| ---- | ---------------------------------- | -------------------------------------------- | -------------------------------------------------- | ------------------------------------------ |
| 2024 | Indiana Jones and the Great Circle | Acción y aventura, Primera persona, Puzzles. | Xbox Series X\|S, Playstation 5, Microsoft Windows | Colaboró en el desarrollo con MachineGames |

### Expansiones
| Año  | Título                | Videojuego                       | Plataforma(s)                              |
| ---- | --------------------- | -------------------------------- | ------------------------------------------ |
| 2002 | Tribunal              | The Elder Scrolls III: Morrowind | Microsoft Windows, Xbox                    |
| 2003 | Bloodmoon             | The Elder Scrolls III: Morrowind | Microsoft Windows, Xbox                    |
| 2006 | Knights of the Nine   | The Elder Scrolls IV: Oblivion   | Microsoft Windows, PlayStation 3, Xbox 360 |
| 2007 | Shivering Isles       | The Elder Scrolls IV: Oblivion   | Microsoft Windows, PlayStation 3, Xbox 360 |
| 2009 | Operation: Anchorage  | Fallout 3                        | Microsoft Windows, PlayStation 3, Xbox 360 |
| 2009 | The Pitt              | Fallout 3                        | Microsoft Windows, PlayStation 3, Xbox 360 |
| 2009 | Broken Steel          | Fallout 3                        | Microsoft Windows, PlayStation 3, Xbox 360 |
| 2009 | Point Lookout         | Fallout 3                        | Microsoft Windows, PlayStation 3, Xbox 360 |
| 2009 | Mothership Zeta       | Fallout 3                        | Microsoft Windows, PlayStation 3, Xbox 360 |
| 2012 | Dawnguard             | The Elder Scrolls V: Skyrim      | Microsoft Windows, PlayStation 3, Xbox 360 |
| 2012 | Hearthfire            | The Elder Scrolls V: Skyrim      | Microsoft Windows, PlayStation 3, Xbox 360 |
| 2012 | Dragonborn            | The Elder Scrolls V: Skyrim      | Microsoft Windows, PlayStation 3, Xbox 360 |
| 2016 | Automatron            | Fallout 4                        | Microsoft Windows, PlayStation 4, Xbox One |
| 2016 | Wasteland Workshop    | Fallout 4                        | Microsoft Windows, PlayStation 4, Xbox One |
| 2016 | Far Harbor            | Fallout 4                        | Microsoft Windows, PlayStation 4, Xbox One |
| 2016 | Contraptions Workshop | Fallout 4                        | Microsoft Windows, PlayStation 4, Xbox One |
| 2016 | Vault-Tec Workshop    | Fallout 4                        | Microsoft Windows, PlayStation 4, Xbox One |
| 2016 | Nuka-World            | Fallout 4                        | Microsoft Windows, PlayStation 4, Xbox One |

## Premios
- Lo mejor de 2008 de Gamasutra: los cinco mejores desarrolladores[3]
- Spike Video Game Awards 2011: estudio del año[17]
- The Game Awards 2015: desarrollador del año (nominado)[18]